# Rejon torbiejewski
Rejon torbiejewski (ros. Торбеевский район, erzja Торбейбуе, moksza Тарбеень аймак) – jednostka administracyjna wchodząca w skład Republiki Mordowii w Rosji.
Rejon położony jest między rzeką Mokszą (na wschodzie) i Wadem (na zachodzie). Przez jego terytorium przepływają dopływy obu rzek: Parca, Windriej, Szustruj. W granicach rejonu usytuowane są m.in. wsie: Torbiejewo (centrum administracyjne rejonu), Windriej, Warżeliaj, Drakino, Żukowo, Każłodka, Krasnoarmiejskij, Krasnopolie, Nikolskoje, Sałazgor, Surgod, Żiłkowo.

## Osoby związane z rejonem
- Siergiej Fiodorowicz Achromiejew (ur. 1923, wieś Windriej) – marszałek Związku Radzieckiego, Bohater Związku Radzieckiego[4]
- Michaił Pietrowicz Diewiatajew (ur. 1917, wieś Torbiejewo) – radziecki pilot myśliwski, Bohater Związku Radzieckiego[5]